# Anton Rintelen

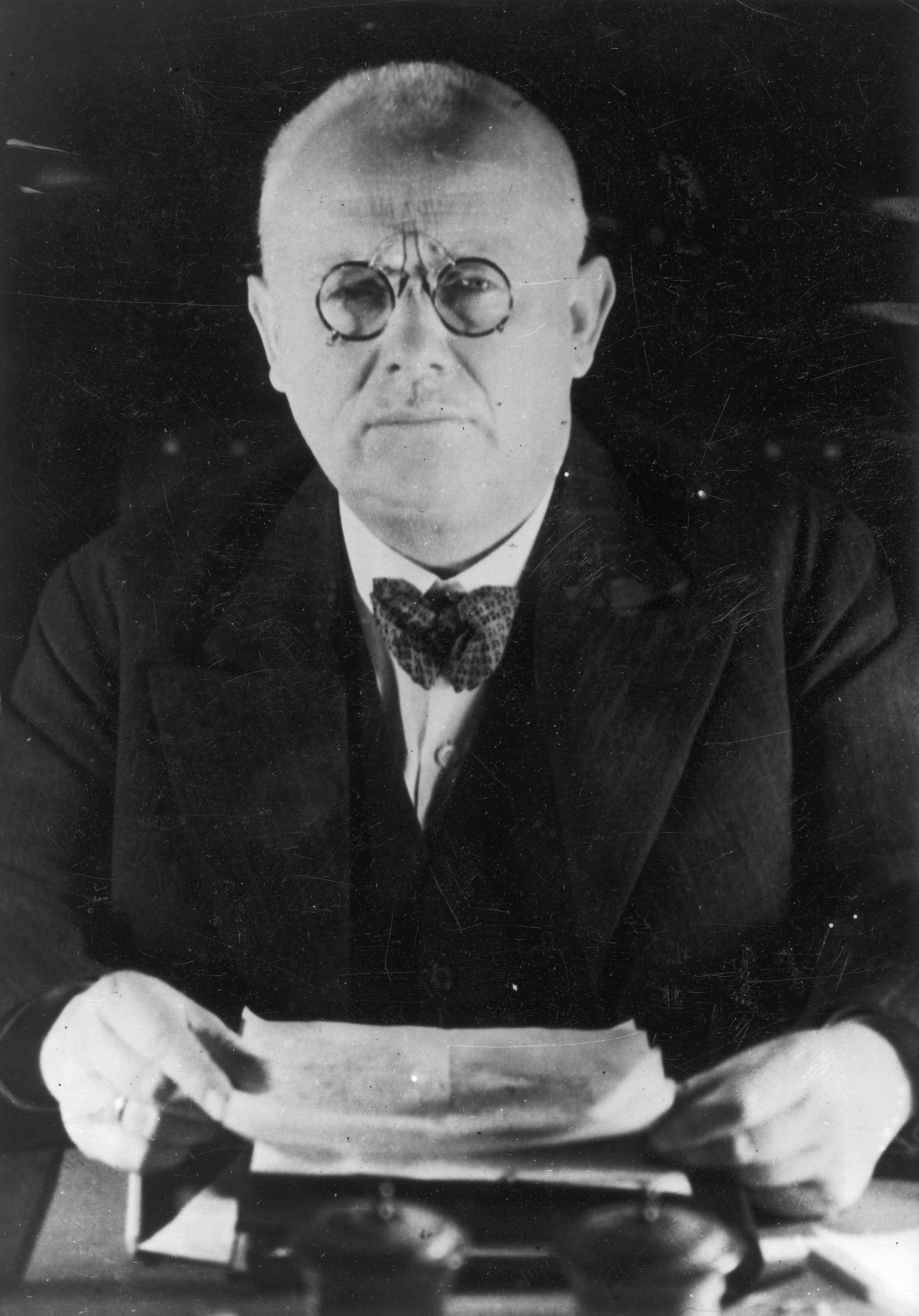
Anton Rintelen (circa 1929)

Anton Rintelen (* 15. November 1876 in Graz als Antonius Ludwig Carl Florentius Paul Rintelen; † 28. Jänner 1946 ebenda) war ein österreichischer Jurist und Politiker der Christlichsozialen Partei. Als Landeshauptmann der Steiermark spielte er eine oft dubiose und bis heute schwer zu beurteilende Rolle in der Politik der Ersten Republik. Er unterhielt Kontakte zur Heimwehrbewegung und konspirierte mit den Nationalsozialisten, die ihn im Zuge des Juliputsches zum Bundeskanzler erklärten.

## Leben
Rintelen wurde in der Grazer Sackstraße geboren. Die aus Westfalen stammenden Eltern waren der Anwalt Dr. Anton Rintelen (* 1. April 1842 in Münster; † 23. März 1905 in Graz) und seine Frau Pauline geb. Gützloe (* 16. Jänner 1846 in Wesel am Unterrhein; † 25. Mai 1917 in Graz). Sein Bruder Max Rintelen wurde später ebenfalls Jurist.
Nach seinem Jusstudium in Graz und Wien (Promotion 1898) war Rintelen als Wissenschaftler an verschiedenen Universitäten tätig. Im Jahre 1902 habilitierte er sich für zivilgerichtliche Verfahren. Zwischen 1903 und 1911 war er als Professor an der Deutschen Universität Prag tätig, an der er in die „Wahrmund-Affäre“, eine Auseinandersetzung zwischen den katholisch-klerikalen und den national-liberalen weltanschaulichen Ausrichtungen an den Universitäten, verwickelt war.
Ab 1911 war er Professor für zivilgerichtliches Verfahren an der Universität Graz. Im Ersten Weltkrieg leistete er freiwillig beim Militärgericht Dienst. 1918 wurde er zum Landeshauptmann-Stellvertreter der Steiermark bestellt, von 1920 bis 1923 war er auch Mitglied des Bundesrats. Von 1919 bis 1926 und von 1928 bis 1933 war er steirischer Landeshauptmann. Unterbrechungen seiner Amtszeit als Landeshauptmann ergaben sich, weil er 1926 und 1932/1933 auch das Amt des Bundesministers für Unterricht bekleidete. Daneben war er von 1927 bis 1930 und von 1931 bis 1934 Abgeordneter zum Nationalrat. Rintelen war Mitglied der katholischen Studentenverbindungen KÖStV Traungau Graz, KÖStV Babenberg Graz und KÖStV Glückauf Leoben im Österreichischen Cartellverband, der größtenteils den Ständestaat (Austrofaschismus) unterstützte. 1935 wurde er von sämtlichen Verbindungen ausgeschlossen.
Rintelen, der als äußerst ehrgeiziger und skrupelloser Machtpolitiker galt, setzte alles daran, seine Machtstellung auszubauen und Bundeskanzler zu werden. Seine Versuche, dieses Ziel mit Hilfe der Heimwehr zu erreichen, waren jedoch spätestens 1931 mit dem Pfrimer-Putsch gescheitert. 1933 wurde er schließlich von Bundeskanzler Engelbert Dollfuß aus dem Kabinett eliminiert und auf den Posten eines Gesandten in Rom abgeschoben. Von dort aus konspirierte er mit den Nationalsozialisten, die im Zuge ihres Putschversuches am 25. Juli 1934 durch eine erzwungene Rundfunkdurchsage verkünden ließen, dass er nach dem Rücktritt der Regierung Dollfuß die Amtsgeschäfte übernommen habe. Diese Radiodurchsage war gleichzeitig als Signal für eine Erhebung von SA und SS in den Bundesländern gedacht.
Als das Misslingen des Putsches offensichtlich wurde, begann Rintelen sich vorsichtig von den Putschisten zu distanzieren. Im Zusammenhang mit der Radiodurchsage vom Rücktritt der Regierung spielte er den Überraschten und verlangte von der Radio-Verkehrs-AG eine Richtigstellung der – wie er es ausdrückte – „Mystifikation“ seiner Ernennung zum Bundeskanzler. Obwohl er auch in einer Aussprache mit Regierungsmitgliedern, darunter Kurt Schuschnigg, leugnete, Kenntnis vom Putsch gehabt zu haben, wurde er dennoch in Gewahrsam genommen. Als ihn in der Nacht vom 25. auf den 26. Juli zwei Kriminalbeamte zu einer Vernehmung abholen wollten, unternahm er einen Selbstmordversuch durch einen Schuss in den Herzbereich.
Am 2. März 1935 begann der Prozess gegen Rintelen. Dabei wurden erstmals auch seine Verbindungen zu Rudolf Weydenhammer, einem der führenden Planer des Juliputsches, aufgedeckt. Rintelen drohte aus diesem Grund die Todesstrafe. Justizminister Egon Berger-Waldenegg, der auch Landesführer der steirischen Heimwehr war, wies den Staatsanwalt jedoch an, den Prozess so zu führen, dass Rintelen nur lebenslangen Kerker zu erwarten hätte – dieses Urteil wurde dann auch am 14. März verkündet. Durch die nach dem Berchtesgadener Abkommen vom 12. Februar 1938 verkündete Generalamnestie wurde Rintelen zwar wieder aus der Haft entlassen, konnte politisch aber nicht mehr Fuß fassen. Zum 1. Mai 1938 trat er der NSDAP bei (Mitgliedsnummer 6.351.504). 1941 erschienen seine Memoiren mit dem Titel Erinnerungen an Österreichs Weg.
Am Langmann-Stausee befindet sich nach wie vor ein Denkmal für ihn. 